# Lliga catalana de bàsquet masculina 2006-2007
La 27a edició de la Lliga Catalana de Bàsquet es disputà a Girona el 16 i 17 de setembre de 2006. El CB Girona en fou vencedor.

## Semifinals
- Data: 16 de setembre de 2006.
- Pavelló: Fontajau (Girona).
- Àrbitres: Lluís Guirao, Santi Fernández i Sánchez Ardid. Eliminat per cinc faltes Jaka Lakovic (m.40).
- 76 - Winterthur FC Barcelona (17+12+28+19): Lakovic (20), Basile (18), De la Fuente (13), Fran Vázquez (4), Marconato (4) -cinc inicial-, Kasun (2), Trias (-), Ukic (8) i Kakiuzis (7).
- 75 - Ricoh Manresa (18+14+21+22): Lázaro (1), Martínez (15), Sánchez (2), Asselin (18), Scott (9) -cinc inicial-, Llull (10), Rubio (10), Feliu (8), Venturini (2) i Burgos (-).

- Data: 16 de setembre de 2006.
- Pavelló: Fontajau (Girona).
- Àrbitres: Alzuria, Perea i Munar. Eliminat per cinc faltes Betts (m.32).
- 90 - Akasvayu Girona (28+21+24+17): Sada (4), McDonald (10), Salenga (10), Fucka (8), Bagaric (6) -cinc inicial-, Marinovic (20), San Emeterio (16), Gasol (9), Gabriel (6), Pérez (1), Espuña (-) i Sima (-).
- 75 - DKV Joventut (18+23+14+20): Rubio (7), Bennett (2), Rudy Fernández (12), Flis (13), Betts (10) -cinc inicial-, Huertas (6), Gaines (15), Vázquez (6), Laviña (4), Ribas (-) i Doula (-).

## Final
- Data: 17 de setembre de 2006.
- Pavelló: Fontajau (Girona). 4.000 espectadors.
- Àrbitres: Alzuria, Guirao i Perea. Eliminat per cinc faltes Bagaric (m.35).
- 73 - Akasvayu Girona (18+20+21+14): McDonald (19), Marinovic (12), Salenga (6), Fucka (12), Bagaric (2) -cinc inicial-, San Emeterio (5), Gasol (11), Gabriel (6) i Pérez (-).
- 51 - Winterthur FC Barcelona (14+13+12+12): Lakovic (2), Basile (5), De la Fuente (2), Trias (11), Marconato (2) -cinc inicial- Kasun (8), Ukic (10), Kakiuzis (7) i Fran Vázquez (4).